# Sophie (Musikerin, 1944)
Sophie (* 9. Oktober 1944 in Dax als Arlette Hecquet; † 28. Oktober 2012 in Paris) war eine französische Chansonsängerin und Hörfunkmoderatorin.

## Leben und Wirken
Erste Erfahrungen als Sängerin machte sie als Backgroundsängerin bei Johnny Hallyday. Sie erhielt einen Plattenvertrag bei Decca Records, die einige Singles in den 1960er Jahren herausbrachten. Sie war ab dieser Zeit auch Hörfunkmoderatorin bei Radio Monte Carlo.
Sie wurde beauftragt, Monaco beim Eurovision Song Contest 1975 in Stockholm zu vertreten. Mit Une chanson c’est une lettre wurde sie auf Platz 13 gewählt.
In den 1980er Jahren wechselte sie zu RTL Télé Luxembourg als Programmansagerin.
Sie starb am 28. Oktober 2012 nach einer Operation eines Aortenaneurysmas.